# 芦別市民球場
芦別市民球場（あしべつしみんきゅうじょう）は、北海道芦別市のなまこ山総合運動公園内にある野球場。

## 歴史
2003年5月より供用が開始された。
2019年8月10日に日本ハム2軍がロッテ2軍とイースタン・リーグの
公式戦を行った。
2020年に開幕した北海道ベースボールリーグのレラハンクス富良野BCが主催試合を開催し、2020年シーズンはホーム球場（本拠地）として使用された。富良野市の球団であるレラハンクスが当球場をメインとした背景として、富良野市民球場の使用料を払えないことが理由であったという答弁が2020年6月の富良野市議会で市長よりなされている。球団運営母体が変更されて富良野ブルーリッジとなった2021年の日程では、最多開催は富良野市民球場に譲ったものの、6試合が予定された。最終的には新型コロナウイルス感染症の影響で、開催は2試合だった。2022年の日程では、新たにリーグに加入した奈井江・空知ストレーツが7試合、富良野ブルーリッジは2試合のホームゲームを開催する予定となっていた。その後の日程変更で、富良野が7試合、奈井江・空知が6試合を開催した。2023年の日程では富良野ホーム6試合のほか、すながわリバーズのホーム1試合が予定され、その通り開催された。2024年は当初日程では富良野ホーム2試合だったが、その後の日程振替により3試合となった。

## 施設概要
- 面積：-㎡
- 両翼：99.1m　中堅：122m[14]
- 内野：土　外野：芝
- 収容人員：4,222人 (メイン:838人 内野:936人 外野:2,440人)[14]
- 照明：なし[14]
- スコアボード：磁気反転式掲示板[14]

## 交通アクセス
- 根室本線芦別駅より自動車で15分[15]。